# International Journal of Geometry
International Journal of Geometry は、ユークリッド、非ユークリッド、離散幾何学をカバーする査読付きの学術雑誌。
2012年に創刊され、2021年までは1年に2回発刊していた。2021年以降はバカウのヴァシレ・アレクサンドリ国立大学の数学科によって季刊誌となった。ZbMATH、MathSciNet、Electronic Journals Library、EBSCOなどに索引されている。創刊時の編集長は、ヴァシレ・アレクサンドリ国立大学教授のCătălin Barbu。